# DN22B
DN22B este un drum național în lungime de 20 km, care face legătura între Brăila și Galați, direct pe digul Dunării.